# NASCAR Cup Series de 2023

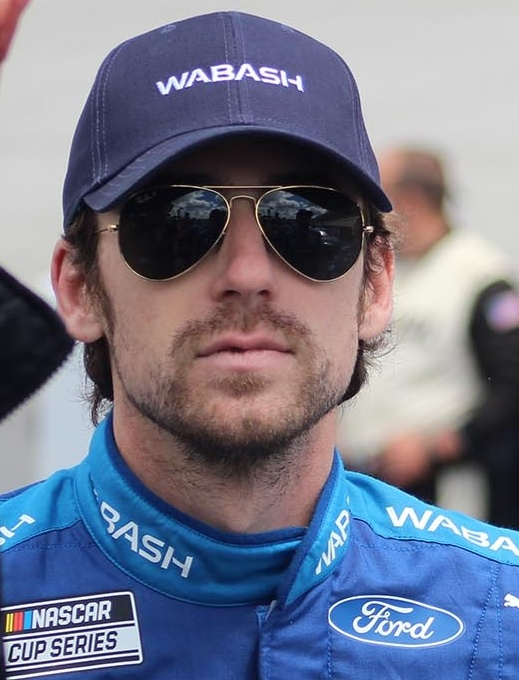
Ryan Blaney, o atual campeão da Cup Series

A NASCAR Cup Series de 2023 será a 75ª temporada das corridas profissionais de stock car da NASCAR, nos Estados Unidos e, a 52ª temporada da Cup Series da era moderna. A temporada começará com o Busch Light Clash no Los Angeles Memorial Coliseum em 5 de fevereiro Essa corrida será seguida pelos Duels da Daytona 500, que servirão como provas classificatórias para a 65ª corrida da Daytona 500 (a primeira corrida por pontos da temporada), em 19 de fevereiro, ambas no Daytona International Speedway . A temporada terminará com a NASCAR Cup Series Championship Race no Autódromo de Phoenix, em 5 de novembro.
Esta será a última temporada para o campeão de 2014 e piloto da Stewart-Haas Racing, Kevin Harvick, que anunciou seus planos de se aposentar no final da temporada em 12 de janeiro de 2023.

## Equipes e pilotos

### Equipes com charter e mudanças
Existem 36 equipes com charters na Cup Series. Estas são as 36 equipes que atualmente possuem os charters, licenças que garantem a vaga cativa no grid para o carro, não necessitando sofrer do perigo de não participar das provas eliminatórias. Até o momento, não houve mudanças nos charters anunciadas para 2023.
| Montadora | Equipe                   | No. | Piloto              | Chefe de equipe                    |
| --------- | ------------------------ | --- | ------------------- | ---------------------------------- |
| Chevrolet | Hendrick Motorsports     | 5   | Kyle Larson         | Cliff Daniels32 Kevin Meendering 4 |
| Chevrolet | Hendrick Motorsports     | 9   | Chase Elliott29     | Alan Gustaffson32 Alan Gray4       |
| Chevrolet | Hendrick Motorsports     | 9   | Josh Berry5         | Alan Gustaffson32 Alan Gray4       |
| Chevrolet | Hendrick Motorsports     | 9   | Jordan Taylor1      | Alan Gustaffson32 Alan Gray4       |
| Chevrolet | Hendrick Motorsports     | 9   | Corey LaJoie1       | Alan Gustaffson32 Alan Gray4       |
| Chevrolet | Hendrick Motorsports     | 24  | William Byron       | Por anunciar                       |
| Chevrolet | Hendrick Motorsports     | 48  | Alex Bowman         | Blake Harris                       |
| Chevrolet | JTG Daugherty Racing     | 47  | Ricky Stenhouse Jr. | Mike Kelley                        |
| Chevrolet | Kaulig Racing            | 16  | A. J. Allmendinger  | Matt Swiderski                     |
| Chevrolet | Kaulig Racing            | 31  | Justin Haley        | Trent Owens                        |
| Chevrolet | Legacy Motor Club        | 42  | Noah Gragson (R)    | Luke Lambert                       |
| Chevrolet | Legacy Motor Club        | 43  | Erik Jones          | Dave Elenz                         |
| Chevrolet | Live Fast Motorsports    | 78  | B. J. McLeod 1      | David Ingram                       |
| Chevrolet | Live Fast Motorsports    | 78  | Josh Bilicki 1      | David Ingram                       |
| Chevrolet | Live Fast Motorsports    | 78  | TBA 34              | David Ingram                       |
| Chevrolet | Richard Childress Racing | 3   | Austin Dillon       | Keith Rodden                       |
| Chevrolet | Richard Childress Racing | 8   | Kyle Busch          | Randall Burnett                    |
| Chevrolet | Spire Motorsports        | 7   | Corey LaJoie        | Ryan Sparks                        |
| Chevrolet | Spire Motorsports        | 77  | Ty Dillon           | Kevin Bellicourt                   |
| Chevrolet | Trackhouse Racing Team   | 1   | Ross Chastain       | Por anunciar                       |
| Chevrolet | Trackhouse Racing Team   | 99  | Daniel Suárez       | Por anunciar                       |
| Ford      | Front Row Motorsports    | 34  | Michael McDowell    | Travis Peterson                    |
| Ford      | Front Row Motorsports    | 38  | Todd Gilliland      | Ryan Bergenty                      |
| Ford      | RFK Racing               | 6   | Brad Keselowski     | Por anunciar                       |
| Ford      | RFK Racing               | 17  | Chris Buescher      | Por anunciar                       |
| Ford      | Rick Ware Racing         | 15  | Riley Herbst 1      | Por anunciar                       |
| Ford      | Rick Ware Racing         | 15  | Jenson Button 3     | Por anunciar                       |
| Ford      | Rick Ware Racing         | 51  | Cody Ware           | Billy Plourde                      |
| Ford      | Stewart-Haas Racing      | 4   | Kevin Harvick       | Rodney Childers                    |
| Ford      | Stewart-Haas Racing      | 10  | Aric Almirola       | Drew Blickensderfer                |
| Ford      | Stewart-Haas Racing      | 14  | Chase Briscoe       | Johnny Klausmeier                  |
| Ford      | Stewart-Haas Racing      | 41  | Ryan Preece         | Chad Johnston                      |
| Ford      | Team Penske              | 2   | Austin Cindric      | Por anunciar                       |
| Ford      | Team Penske              | 12  | Ryan Blaney         | Por anunciar                       |
| Ford      | Team Penske              | 22  | Joey Logano         | Por anunciar                       |
| Ford      | Wood Brothers Racing     | 21  | Harrison Burton     | Por anunciar                       |
| Toyota    | 23XI Racing              | 23  | Bubba Wallace       | Por anunciar                       |
| Toyota    | 23XI Racing              | 45  | Tyler Reddick       | Por anunciar                       |
| Toyota    | Joe Gibbs Racing         | 11  | Denny Hamlin        | Por anunciar                       |
| Toyota    | Joe Gibbs Racing         | 19  | Martin Truex Jr.    | Por anunciar                       |
| Toyota    | Joe Gibbs Racing         | 20  | Christopher Bell    | Por anunciar                       |
| Toyota    | Joe Gibbs Racing         | 54  | Ty Gibbs (R)        | Chris Gayle                        |

### Equipes sem charter e mudanças

#### Times Part-time
| Montadora | Equipe                | No. | Piloto          | Chefe de Equipe | Etapas       |
| --------- | --------------------- | --- | --------------- | --------------- | ------------ |
| Chevrolet | 3F Racing             | 30  | Por anunciar    | Por anunciar    | Por anunciar |
| Chevrolet | Beard Motorsports     | 62  | Austin Hill     | Darren Shaw     | 6            |
| Chevrolet | Kaulig Racing         | 13  | Chandler Smith  | Por anunciar    | 4            |
| Chevrolet | Legacy Motor Club     | 84  | Jimmie Johnson  | Todd Gordon     | Por anunciar |
| Chevrolet | The Money Team        | 50  | Conor Daly      | Tony Eury Jr.   | 6            |
| Chevrolet | Trackhouse Racing     | 91  | Kimi Räikkönen  | Por anunciar    | 6            |
| Ford      | Front Row Motorsports | 36  | Zane Smith      | Por anunciar    | Por anunciar |
| Toyota    | 23XI Racing           | 67  | Travis Pastrana | Eric Philips    | 1            |

## Notícias e atualizações da Silly Season

### Mudanças confirmadas

#### Equipes
- Em 3 de agosto de 2022, a 3F Racing, que será a primeira equipe da Alemanha a competir na NASCAR Cup Series, anunciou planos de correr part-time em 2022 começando no Roval de Charlotte.[42][43] No entanto, o proprietário da equipe, Dennis Hirtz, anunciou que a estreia da equipe seria adiada para 2023, onde planeja participar de 10 corridas antes de correr full-time em 2024.[44] O(s) piloto(s), patrocinadores e chefe da equipe ainda não foram anunciados.
- Em 25 de agosto de 2022, a Front Row Motorsports anunciou que Zane Smith dirigirá um terceiro carro part-time para a equipe em corridas selecionadas, incluindo a Daytona 500 .[45]
- Bubba Wallace voltará para o carro nº 23 em 2023, depois de dirigir o carro nº 45 durante os playoffs de 2022 para competir pelo campeonato de carros, após o afastamento de Kurt Busch, por conta de uma concussão, a lesão o tirou das pistas pelo resto da temporada de 2022.[46]
- Em 4 de novembro de 2022, o sete vezes campeão da NASCAR, Jimmie Johnson, comprou uma parte das ações na Petty GMS, que mais tarde foi renomeada como Legacy Motor Club. Ele fará corridas selecionadas em 2023, incluindo uma tentativa de chegar à Daytona 500 de 2023 .[47]
- Em 12 de dezembro de 2022, Brett Griffin, que foi o spotter do carro nº 31 de Justin Haley em tempo integral em 2022, anunciou em seu podcast, "Door, Bumper, Clear", que não trabalharia em tempo integral em 2023, mas permaneceria com a Kaulig Racing para ser o spotter em corridas selecionadas em 2023, incluindo o Daytona 500, essencialmente revelando que a equipe colocaria um terceiro carro naquela corrida. Kaulig ainda não anunciou oficialmente que colocará um terceiro carro em tempo parcial na Cup Series em 2023.[48][49] Em 10 de janeiro de 2023, a equipe da Kaulig tweetou uma imagem do nº 13 em sua fonte numérica, sinalizando que o número de seu terceiro carro da Cup Series part-time seria o nº 13. A MBM Motorsports usa o nº 13 na Xfinity Series, a única outra série em que Kaulig entra em campo, e o nº 13 não está sendo usado na Cup Series.[50] Em 18 de janeiro, Kaulig anunciou que Chandler Smith tentará fazer sua estreia na Cup Series na Daytona 500 de 2023, dirigindo o carro nº 13. Ele também participará de quatro outras corridas, que incluem o NASCAR All-Star .[51]
- Em 13 de janeiro de 2023, 23XI revelou em um tweet que colocaria um terceiro carro na Daytona 500. Mais tarde, naquele dia, Jordan Bianchi do The Athletic relatou que Travis Pastrana seria o piloto daquele carro.[52] Em 17 de janeiro, foi anunciado que Pastrana dirigiria o carro nº 67 com patrocínio da Black Rifle Coffee Company . Eric Phillips será o chefe de equipe.[53][54]

#### Pilotos
- Em 15 de julho de 2022, a Petty GMS Motorsports anunciou que Ty Dillon não voltaria ao No. 42 em 2023.[55] Em 10 de agosto, Noah Gragson foi anunciado como substituto de Dillon.[56]
- Depois de sofrer uma concussão na qualificação para a corrida de 2022 em Pocono, Kurt Busch anunciou em 15 de outubro que não correria em tempo integral em 2023. Tyler Reddick, que deveria se juntar à equipe em 2024,[57] deixará a Richard Childress Racing um ano antes e substituirá Kurt no nº 45. Depois que sua mudança para 23XI para 2024 foi anunciada, Reddick voltaria ao RCR por mais um ano,[58][59][60] mas foi comprado em seu último ano de contrato para substituir Kurt no No. 45 em 2023.[61] (Busch tem um contrato de múltiplos anos com a 23XI[62] e permanecerá com a equipe como consultor e poderá dirigir part-time para a equipe assim que for liberado para correr novamente. ) [63]
- Em 26 de agosto de 2022, embora Almirola tenha anunciado que se aposentaria das pistas em tempo integral, após a temporada de 2022, ele anunciou que assinou um contrato de múltiplos anos com a SHR, retardando sua aposentadoria.[64]
- Após meses de rumores e especulações sobre seus planos para 2023 e negociações de contrato com Joe Gibbs Racing, Kyle Busch anunciou que deixaria a JGR e ingressaria na Richard Childress Racing a partir de 2023 em um contrato de múltiplos anos. Busch substituirá Tyler Reddick, que foi originalmente anunciado para dirigir um terceiro carro RCR em 2023 antes de partir para a 23XI Racing em 2024, mas após a decisão de Kurt Busch de não correr em tempo integral após sua concussão, o contrato de Reddick foi comprado pela 23XI Racing, permitindo que ele fosse para a 23XI um ano antes.[65]
- Em 15 de novembro de 2022, foi anunciado que Ty Gibbs substituiria Busch e o carro seria renumerado para o nº 54, o número que Gibbs usou na Xfinity Series. O chefe de equipe da Xfinity Series de Gibbs, Chris Gayle, também passará para a Cup Series, substituindo Ben Beshore.[66]
- Em 3 de outubro de 2022, a proprietária da Beard Motorsports, Linda Beard, disse a Dustin Albino da Jayski que a equipe entrará no Daytona 500 de 2023. Noah Gragson não voltará a este carro em 2023, pois dirigirá o carro Petty GMS nº 42 em tempo integral.[67] Em 28 de outubro, a equipe anunciou que Austin Hill, que pilota em tempo integral pela Richard Childress Racing na Xfinity Series, iria pilotar o carro em seis corridas (tanto em Daytona quanto em Talladega, Circuito de rua de Chicago e Michigan) em 2023.[68]
- Em 3 de outubro de 2022, Jordan Bianchi do The Athletic relatou em 3 de outubro que AJ Allmendinger, que dirigiu este carro part-time, bem como o carro nº 16 da Xfinity Series de Kaulig em tempo integral, dirigiria o carro nº 16 da Cup Series, em tempo integral em 2023. Será sua primeira temporada completa na Cup Series desde 2018 .[69] Em 5 de outubro, Allmendinger foi oficialmente anunciado como o piloto em tempo integral do No. 16.[70] Matt Swiderski retornará como chefe de equipe.[71]
- Em 16 de novembro de 2022, a Stewart-Haas Racing anunciou que Ryan Preece substituirá Cole Custer no nº 41 em 2023, enquanto Custer voltará para a Xfinity Series.[72]
- Em 12 de dezembro de 2022, Josh Bilicki foi anunciado para dirigir o nº 78 por algumas corridas.[73]
- Em 31 de janeiro de 2023, Rick Ware Racing anunciou que Riley Herbst havia assinado para dirigir o No. 15 no Daytona 500 de 2023.[74]

#### Chefes de equipe
- Em 26 de agosto de 2022, Greg Ives, chefe de equipe do Hendrick Motorsports No. 48, dirigido por Alex Bowman, anunciou que deixaria o cargo para passar mais tempo com sua família.[75] Em 14 de outubro, Blake Harris, que era o chefe da equipe do carro nº 34 da Front Row Motorsports em 2022, foi anunciado para substituir Ives como chefe de equipe de Bowman.[76]
- Em 2 de setembro de 2022, Justin Alexander, chefe de equipe do Richard Childress Racing No. 3, dirigido por Austin Dillon, anunciou que deixaria o cargo.[77] Em 28 de outubro, a RCR anunciou que Keith Rodden, que foi o chefe de equipe de Jamie McMurray, na Chip Ganassi Racing entre 2014 a 2017 e depois de Kasey Kahne na Hendrick Motorsports, seria o novo chefe da equipe de Dillon em 2023.[78]
- Em 25 de outubro de 2022, o chefe de equipe da Xfinity Series de Noah Gragson, Luke Lambert, foi anunciado para mudar de JR Motorsports para Petty GMS (mais tarde renomeado como Legacy Motor Club ) em seu carro nº 42.[79]
- Em 9 de novembro de 2022, foi anunciado que Brian Pattie partiria para a Kyle Busch Motorsports para chefiar a equipe da picape nº 51 na NASCAR Craftsman Truck Series . Mike Kelley foi anunciado como o novo chefe de equipe do No. 47.[80]
- Em 16 de novembro de 2022, a Stewart-Haas Racing anunciou que Chad Johnston substituiria Mike Shiplett como chefe de equipe de seu carro nº 41. Johnston foi anteriormente o chefe de equipe da picape nº 17 da David Gilliland Racing (agora TRICON Garage) na Truck Series, onde trabalhou com vários pilotos, incluindo Preece. Johnston está voltando para SHR, tendo trabalhado anteriormente para a equipe como chefe de equipe de seu carro nº 14 em 2014 e 2015, quando era dirigido pelo coproprietário da equipe, Tony Stewart .[81]
- Em 23 de novembro de 2022, a Front Row Motorsports anunciou que Travis Peterson, que era o engenheiro e chefe de equipe interino do carro nº 17 RFK em 2022, será o novo chefe de equipe do carro nº 34, substituindo Blake Harris, que partiu para a Hendrick Motorsports para ser o novo chefe de equipe do carro nº 48.[76] Ryan Bergenty, que era o chefe de equipe de McDowell, será o novo chefe de equipe do carro nº 38, substituindo Seth Barbour, chefe de equipe daquele carro em 2022, que foi promovido a diretor técnico da FRM.[82]
- Em 23 de janeiro de 2023, o Legacy Motor Club anunciou que Todd Gordon seria o chefe da equipe do carro nº 84 de Jimmie Johnson .[83]

#### Montadoras
- Em 28 de novembro de 2022, a Rick Ware Racing anunciou que teria uma aliança técnica com a RFK Racing começando em 2023, encerrando sua aliança com a Stewart-Haas Racing que durou por um ano, em 2022.[84]
- A Live Fast Motorsports anunciou em 1º de dezembro de 2022 que mudaria da Ford para a Chevrolet e adquiriria motores da ECR Engines .[85]

#### Patrocinadores
- Em 20 de dezembro de 2021, o patrocinador principal do carro Joe Gibbs Racing No. 18 M&M's e a controladora Mars, Incorporated anunciaram que deixariam a NASCAR e não retornariam para 2023[86] A JGR não conseguiu encontrar um patrocinador substituto.[87] (Um acordo com a Oracle Corporation fracassou. ) [88] Como resultado, o piloto Kyle Busch trocou a JGR pela Richard Childress Racing e foi substituído por Ty Gibbs, que trouxe o patrocínio da Monster Energy, que o patrocinou nas séries Xfinity e ARCA. Eles o patrocinarão na Cup Series com uma "forte presença".[89]
- Em 4 de janeiro de 2023, foi revelado que Adrenaline Shoc (A SHOC Energy), que havia patrocinado o carro nº 9 por 2 corridas em cada um dos últimos 2 anos, não retornará como patrocinador em 2023.[90]
- Em 16 de janeiro de 2023, Richard Childress Racing anunciou que a Netspend, uma empresa de soluções financeiras, patrocinará o No. 8 para a corrida COTA e corridas selecionadas em 2023.[91]
- Em 31 de janeiro de 2023, a SunnyD foi anunciada como patrocinadora do Rick Ware Racing No. 15 dirigido por Riley Herbst no Daytona 500 de 2023 . Além disso, a marca de suco de laranja patrocinará a Stewart-Haas Racing No. 4 pilotada por Kevin Harvick em Darlington e a corrida de playoffs do Kansas .[92]

### Mudanças potenciais e rumores

#### Equipes
- Em 9 de outubro de 2021, quando foi anunciado que a Team Hezeberg estrearia na Cup Series part-time, com o carro nº 27 em 2022, a equipe afirmou que esperava colocar o carro em tempo integral em 2023. Em fevereiro de 2023, a equipe ainda tem de reafirmar esse plano.[93]
- Em 20 de junho de 2022, Cody Efaw, gerente geral da Niece Motorsports, afirmou que a equipe poderia se expandir para a Cup Series em 2023. Eles provavelmente colocariam um carro part-time. Efaw afirmou que gostaria que Carson Hocevar, um dos pilotos da Truck Series full-time da própria Niece, dirigisse pela equipe na Cup Series.[94]
- Em 25 de junho de 2022, Dale Earnhardt Jr. afirmou em um episódio de "The Dale Jr. Download" que sua equipe da Xfinity Series, JR Motorsports, pode se expandir para a Cup Series.[95] Em 28 de junho, o co-proprietário da JRM, Kelley Earnhardt Miller, afirmou na "SiriusXM NASCAR Radio" que se JRM estreasse na Cup Series, a equipe provavelmente colocaria apenas um carro part-time em 2023 antes de correr em tempo integral em algum momento no futuro.[96]
- Em 11 de outubro de 2022, o membro do Hall da Fama da NFL , Tim Brown, revelou no podcast The Bag with Rashad Jennings e Lindsay McCormick que está pensando em entrar na NASCAR como proprietário de uma equipe. Ele deveria começar uma equipe nos anos 2000 que teria uma aliança com o que era então conhecido como Roush Fenway Racing, mas o negócio veio à terra após a Grande Recessão .[97]
- Em 30 de novembro de 2022, Adam Stern, do Sports Business Journal, relatou que Phyllis Newhouse, fundadora da empresa de segurança cibernética Xtreme Solutions, está pensando em entrar na NASCAR como proprietária de uma equipe. Ela se tornaria a primeira mulher afro-americana a possuir uma equipe da NASCAR.[98]

#### Pilotos
- Em 16 de junho de 2022, Brodie Kostecki, que compete no Repco Supercars Championship na Austrália e já dirigiu, no que é agora a ARCA Menards Series East em 2013 e 2014, manifestou interesse em retornar à NASCAR e fazer sua estreia na Cup Series em 2023.[99] Kostecki pode ser candidato ao carro Trackhouse nº 91, pois atende aos critérios do programa Project91 da equipe: ser um piloto internacional (Austrália) de outra série de corridas (Supercars).[100]
- Em 18 de junho de 2022, após vencer a corrida Superstar Racing Experience (SRX) no Five Flags Speedway, Hélio Castroneves afirmou que Don Hawk, o CEO da SRX, tentaria arranjar um assento para ele na Daytona 500 caso ganhasse uma corrida na SRX. Seria a estreia do quatro vezes vencedor das 500 Milhas de Indianápolis na NASCAR. Naquela época, o carro Trackhouse nº 91 era visto como o carro mais provável que Castroneves poderia pilotar na corrida, pois atendia aos critérios do programa Project91 da equipe: ser um piloto internacional (Brasil) de outra categoria de corrida (IndyCar). .[100][101] Em 26 de setembro, o piloto do Supercars Championship Shane van Gisbergen revelou que estava em negociações com a Trackhouse para fazer uma participação especial na Cup Series em 2023.[102] Em 22 de novembro, Adam Stern do Sports Business Journal twittou que Castroneves era um candidato para dirigir o carro[103] No. 91 e o carro The Money Team Racing No. 50, em uma entrevista com TobyChristie.com em 5 de dezembro que a equipe havia conversado com Castroneves sobre a possibilidade de pilotar para eles na Daytona 500.[104] Em 26 de janeiro de 2023, Castroneves afirmou que não tentaria se classificar para o Daytona 500 em 2023.[105]
- Em 27 de julho de 2022, Daniil Kvyat afirmou que gostaria de se concentrar em competir na NASCAR depois de ter feito sua estreia com o Team Hezeberg no Verizon 200 2022 no Brickyard, ao invés de retornar à Fórmula 1 ou outras séries de corrida na Europa. (Kvyat é da Rússia e veio para os Estados Unidos após a invasão russa da Ucrânia em 2022 . ) Ele anunciou que fará temporada completa no WEC, com a PREMA, o que mina qualquer chance de temporada completa na NASCAR.[106]
- Em 5 de dezembro de 2022, o coproprietário do The Money Team, Willy Auchmoody, revelou a TobyChristie.com que o carro nº 50 fará, pelo menos, seis corridas em 2023 com Conor Daly, que dirigiu pela equipe no Charlotte Roval em 2022, retornando para dirigir para a equipe em pelo menos algumas dessas corridas. A TMT conversou com Hélio Castroneves sobre a possibilidade de pilotar pela equipe na Daytona 500, embora o acordo não tenha sido finalizado.[104] Em 26 de janeiro de 2023, Adam Stern do Sports Business Journal informou que Daly poderia dirigir o carro na Daytona 500 após Hélio Castroneves, que era visto como o favorito daquele carro na corrida, decidiu não participar do evento.[107]
- Em 26 de janeiro de 2023, Casey Mears afirmou que gostaria de retornar à Cup Series para atingir o total de 500 largadas na série. Ele atualmente tem 489 largadas e precisaria correr mais 11 corridas para chegar a 500. Mears, que correu em tempo integral na Cup Series de 2003 a 2009 e 2011 a 2016, correu pela última vez na NASCAR e na Cup Series em 2019. O carro Legacy Motor Club No. 84, é considerado como um destino possível para Mears, equipe que é co-proprietariada por seu companheiro de equipe na Hendrick em 2007 e 2008, Jimmie Johnson.[108]

## Mudanças de regulamento
- Espera-se que a NASCAR estreie um pacote de "clima chuvoso" para pistas curtas em 2023, em resposta aos atrasos da chuva. O pacote consistirá em um limpador de para-brisa, abas atrás das rodas, lanternas traseiras e pneus de chuva.[109]
- Devido a questões de segurança da temporada de 2022, com os pilotos sofrendo concussões e sentindo-se doloridos devido a colisões traseiras, a NASCAR fez alterações na estrutura traseira do Next Gen para 2023 para criar uma zona de deformação maior, na esperança de evitar a energia desses impactos afetem o motorista. O ajuste também inclui pequenas mudanças na seção central do carro.[110]

## Calendário
O calendário de 2023 foi divulgado em 14 de setembro de 2022. A Daytona 500 de 2023 será realizada no domingo, 19 de fevereiro. O final da temporada será em Phoenix Raceway novamente em 2023 durante o primeiro fim de semana de novembro. O Busch Light Clash retornará ao Los Angeles Memorial Coliseum pelo segundo ano consecutivo e a corrida será realizada em 5 de fevereiro, que novamente é uma semana antes do Super Bowl e duas semanas antes da Daytona 500 .
| No              | Nome oficial da corrida                                | Pista                                                        | Data            | Horário (GMT -3) | Canal       |
| --------------- | ------------------------------------------------------ | ------------------------------------------------------------ | --------------- | ---------------- | ----------- |
|                 | Busch Light Clash at The Coliseum                      | Los Angeles Memorial Coliseum, Los Angeles, California       | 5 de Fevereiro  | 22:00            | Band Sports |
| Daytona Duel    | Daytona International Speedway, Daytona Beach, Florida | 16 de Fevereiro                                              | 21:00           |                  | Band Sports |
| 1               | Daytona International Speedway, Daytona Beach, Florida | Daytona 500                                                  | 19 de Fevereiro | 16:30            | Band Sports |
| 2               | Pala Casino 400                                        | Auto Club Speedway, Fontana, California                      | 26 de Fevereiro | 17:30            | Band Sports |
| 3               | Pennzoil 400                                           | Las Vegas Motor Speedway, Las Vegas, Nevada                  | 5 de Março      | 17:30            | Band Sports |
| 4               | United Rentals Work United 500                         | Phoenix Raceway, Avondale, Arizona                           | 12 de Março     | 17:30            | Band Sports |
| 5               | Ambetter Health 400                                    | Atlanta Motor Speedway, Hampton, Georgia                     | 19 de Março     | 17:00            | Band Sports |
| 6               | EchoPark Automotive Grand Prix                         | Circuit of the Americas, Austin, Texas                       | 26 de Março     | 17:30            | Band Sports |
| 7               | Toyota Owners 400                                      | Richmond Raceway, Richmond, Virginia                         | 2 de Abril      | 17:30            | Band Sports |
| 8               | Food City Dirt Race                                    | Bristol Motor Speedway (Dirt Course), Bristol, Tennessee     | 9 de Abril      | 21:00            | Band Sports |
| 9               | Blue-Emu Maximum Pain Relief 400                       | Martinsville Speedway, Ridgeway, Virginia                    | 16 de Abril     | 17:00            | Band Sports |
| 10              | GEICO 500                                              | Talladega Superspeedway, Lincoln, Alabama                    | 23 de Abril     | 17:00            | Band Sports |
| 11              | DuraMAX Drydene 400                                    | Dover Motor Speedway, Dover, Delaware                        | 30 de Abril     | 16:00            | Band Sports |
| 12              | AdventHealth 400                                       | Kansas Speedway, Kansas City, Kansas                         | 7 de Maio       | 17:00            | Band Sports |
| 13              | Goodyear 400                                           | Darlington Raceway, Darlington, South Carolina               | 14 de Maio      | 17:00            | Band Sports |
|                 | NASCAR All-Star Race                                   | North Wilkesboro Speedway, North Wilkesboro, North Carolina  | 21 de Maio      | 22:00            | Band Sports |
| 14              | Coca-Cola 600                                          | Charlotte Motor Speedway, Concord, North Carolina            | 28 de Maio      | 20:00            | Band Sports |
| 15              | Enjoy Illinois 300 presented by TicketSmarter          | World Wide Technology Raceway, Madison, Illinois             | 4 de Junho      | 17:30            | Band Sports |
| 16              | Toyota/Save Mart 350                                   | Sonoma Raceway, Sonoma, California                           | 11 de Junho     | 17:30            | Band Sports |
| 17              | Ally 400                                               | Nashville Superspeedway, Lebanon, Tennessee                  | 25 de Junho     | 21:00            | Band Sports |
| 18              | NASCAR Cup Series Race at Chicago                      | Chicago Street Course, Chicago, Illinois                     | 2 de Julho      | 19:30            | Band Sports |
| 19              | Quaker State 400 Presented by Walmart                  | Atlanta Motor Speedway, Hampton, Georgia                     | 9 de Julho      | 21:00            | Band Sports |
| 20              | Crayon 301                                             | New Hampshire Motor Speedway, Loudon, New Hampshire          | 16 de Julho     | 16:30            | Band Sports |
| 21              | Pocono 400                                             | Pocono Raceway, Long Pond, Pennsylvania                      | 23 de Julho     | 16:30            | Band Sports |
| 22              | Federated Auto Parts 400                               | Richmond Raceway, Richmond, Virginia                         | 30 de Julho     | 17:00            | Band Sports |
| 23              | FireKeepers Casino 400                                 | Michigan International Speedway, Brooklyn, Michigan          | 6 de Agosto     | 16:30            | Band Sports |
| 24              | Verizon 200 at the Brickyard                           | Indianapolis Motor Speedway (Road Course), Speedway, Indiana | 13 de Agosto    | 16:30            | Band Sports |
| 25              | Go Bowling at The Glen                                 | Watkins Glen International, Watkins Glen, New York           | 20 de Agosto    | 17:00            | Band Sports |
| 26              | Coke Zero Sugar 400                                    | Daytona International Speedway, Daytona Beach, Florida       | 26 de Agosto    | 21:00            | Band Sports |
| NASCAR Playoffs |                                                        |                                                              |                 |                  |             |
| Round of 16     |                                                        |                                                              |                 |                  |             |
| 27              | Cook Out Southern 500                                  | Darlington Raceway, Darlington, South Carolina               | 3 de Setembro   | 20:00            | Band Sports |
| 28              | Hollywood Casino 400 Presented by Barstool Sportsbook  | Kansas Speedway, Kansas City, Kansas                         | 10 de Setembro  | 17:00            | Band Sports |
| 29              | Bass Pro Shops Night Race                              | Bristol Motor Speedway, Bristol, Tennessee                   | 16 de Setembro  | 21:30            | Band Sports |
| Round of 12     |                                                        |                                                              |                 |                  |             |
| 30              | Autotrader EchoPark Automotive 400                     | Texas Motor Speedway, Fort Worth, Texas                      | 24 de Setembro  | 17:30            | Band Sports |
| 31              | YellaWood 500                                          | Talladega Superspeedway, Lincoln, Alabama                    | 1 de Outubro    | 16:30            | Band Sports |
| 32              | Bank of America Roval 400                              | Charlotte Motor Speedway (Roval), Concord, North Carolina    | 8 de Outubro    | 16:00            | Band Sports |
| Round of 8      |                                                        |                                                              |                 |                  |             |
| 33              | South Point 400                                        | Las Vegas Motor Speedway, Las Vegas, Nevada                  | 15 de Outubro   | 16:30            | Band Sports |
| 34              | Dixie Vodka 400                                        | Homestead–Miami Speedway, Homestead, Florida                 | 22 de Outubro   | 16:30            | Band Sports |
| 35              | Xfinity 500                                            | Martinsville Speedway, Ridgeway, Virginia                    | 29 de Outubro   | 16:00            | Band Sports |
| Championship 4  |                                                        |                                                              |                 |                  |             |
| 36              | NASCAR Cup Series Championship Race                    | Phoenix Raceway, Avondale, Arizona                           | 5 de Novembro   | 17:00            | Band Sports |

### Mudanças no calendário

#### Curso de rua de Chicago
Depois que a NASCAR usou uma pista nas ruas de Chicago no eNASCAR iRacing Pro Invitational Series 2021, especulou-se que a NASCAR gostaria de torná-lo realidade e ter uma corrida de rua em Chicago na programação da Cup Series no futuro. Em 7 de julho de 2022, Jordan Bianchi do The Athletic informou que um anúncio oficial de que isso seria adicionado à programação da Cup Series viria em 19 de julho Em 17 de junho, Adam Stern, do Sports Business Journal, sugeriu que o Circuito de Rua de Chicago poderia substituir a pista de Road America na programação da Cup Series de 2023, já que a corrida de rua provavelmente substituiria uma das corridas de circuito misto e Road America não tinha contrato para ter um Corrida na Cup Series em 2023. Tanto a adição da corrida de rua de Chicago ao cronograma quanto o fato de substituir a corrida de Road America ocorreram em 19 de julho

#### All-Star da NASCAR
Em 24 de junho de 2022, Adam Stern também relatou que a Fox Sports, que detém os direitos de TV da All-Star Race, tem tentado convencer a NASCAR e a Speedway Motorsports a mover a NASCAR All-Star Race para um local diferente a cada ano, como é o caso de outros esportes. Após a corrida All-Star de 2022 no Texas Motor Speedway, que foi amplamente considerada entediante e ruim pelos fãs e pela indústria, a pista twittou que sediaria a corrida All-Star novamente em 2023. No entanto, o tweet foi excluído em meio a reações negativas ao anúncio, levando a especulações de que os planos poderiam mudar. Em 7 de setembro, foi revelado que a corrida All-Star acontecerá no renovado North Wilkesboro Speedway . Seria a primeira corrida da NASCAR Cup na pista desde 1996, depois que suas datas foram substituídas por corridas no Texas Motor Speedway e New Hampshire Motor Speedway em 1997.

#### Autotrader EchoPark Automotive 400
Em 2 de janeiro de 2023, thespun.com informou que o Autotrader EchoPark Automotive 500, no Texas Motor Speedway será reduzido para 400 milhas. O artigo afirma que é uma tentativa geral da NASCAR de reduzir os tempos de corrida, de modo que fiquem mais próximos de 2,5 horas do que das 3,5 a 4 horas normais, e porque nenhum fã aguenta ver 500 milhas no Texas.